# 시쿠 (완구)
시쿠(Siku)는 대한민국의 나비타월드에서 수입 판매하는 자동차 완구의 회사이다. 본사는 독일의 뤼덴샤이트에 있다.

## 종류

### 블리스터
가장 기본적인 라인업이며 크기가 작은 것으로 판매하고 있다. 보통 일반 휠을 달고 나오나 일부 모델은 스포츠 휠이나 깡통 휠을 달고 나오기도 한다.
원 블리스터
가장 기본적이며 크기가 작다. 주로 승용차나 트럭 등의 모델이 해당된다. 자동차 외에도 전투기나 우주선 모델도 존재한다.
투 블리스터
일반적으로 원 블리스터보다 길이가 길며, 주로 트레일러, 풀카고, 버스, 캠핑카, 기중기, 트램 등의 모델이 해당된다.

### 슈퍼
블리스터보다  큰 라인업이며 다양하게 판매하고 있다. 보통 중장비와 농기계로 나오기도 한다.
시쿠 슈퍼
크기가 블리스터보다 크며 버스, 트럭, 유람선, 타워 크레인, 정설기 등이 해당된다.
시쿠 파머
농기계이며 트랙터, 콤바인, 트레일러 등이 해당된다.

## 같이 보기
- 토미카
- 마이스토
- 마조렛